# Институт физиологии растений имени К. А. Тимирязева РАН
Институ́т физиоло́гии расте́ний имени К. А. Тимирязева — научно-исследовательское учреждение Российской академии наук. Выполняет фундаментальные научные исследования и прикладные разработки в области физиологии и биохимии растений.

## История
История института восходит к 1890 г., когда по Высочайшему указу в Петербурге был создан Кабинет анатомии и физиологии растений в составе Императорской академии наук. Инициатором создания Кабинета и его первым руководителем был академик Андрей Сергеевич Фаминцын (1835-1918 гг.) широко известный как в России, так и за рубежом пионерскими работами в различных областях физиологии растений. 
А.С. Фаминцын впервые в России стал читать самостоятельный университетский курс по физиологии растений. Он — автор первого отечественного учебника по физиологии растений (1887 г.) и первой в России фундаментальной монографии «Обмен веществ и превращение энергии в растениях» (1883 г.), переизданной в серии «Классики науки» сто лет спустя.
Созданный А.С. Фаминцыным Кабинет анатомии и физиологии растений в 1922 г. преобразовали в Лабораторию биохимии и физиологии растений под руководством С.П. Костычева.
В 1934 г. Лабораторию перевели в Москву и решением Президиума АН СССР реорганизовали в Институт физиологии растений, который возглавил А.А. Рихтер.
В 1936 г. Институту присвоили имя К.А. Тимирязева — доктора ботаники, русского естествоиспытателя, исследователя фотосинтеза, популяризатора и историка науки.
В 1969 г. Институт был награжден орденом Трудового Красного Знамени.
В 1990 г. Институту исполнилось 100 лет со дня основания.
В 2011 г. Постановлением Президиума РАН от 13.12.2011 г. № 262 «Об изменении типа учреждений, подведомственных Российской академии наук, и их переименовании» институт получил статус Федерального государственного бюджетного учреждения науки.
В 2013 г. он был передан в подчинение Федеральному агентству научных организаций, а в мае 2018 г. — Министерству науки и высшего образования РФ.
В 2020 г. ИФР РАН отпраздновал свой 130-летний юбилей.

## Руководители
Институт возглавляли:
- 1934—1938 А. А. Рихтер
- 1938—1946 А. Н. Бах
- 1946—1952 Н. А. Максимов
- 1952—1988 А. Л. Курсанов
- 1988—1997 А. Т. Мокроносов
- 1997— 2017 Вл. В. Кузнецов
- с 2017 — Д. А. Лось[2]

## Направления исследований
- организация донорно-акцепторных систем и интеграция функций в целом растении на уровне межклеточных взаимодействий, биомембран, цитоскелета, рецепции и трансдукции сигналов;
- регуляция экспрессии генома в процессах клеточной дифференцировки и онтогенеза растений;
- молекулярные и физиологические основы адаптации растений в связи с экологическими стрессами и глобальными биосферными явлениями;
- физиология, биохимия и экология фотосинтеза, дыхания и фиксации азота как теоретическая основа продукционного процесса;
- биология фототрофных и гетеротрофных клеток растений как основа развития инновационных биотехнологий, сохранения метаболического и генетического биоразнообразия растений, создание и поддержание генетических коллекций и криосохранение редких и исчезающих видов растений.

## Награды
Институт награждён орденом Трудового Красного Знамени (1969).